# Lamnso'
Pour les articles homonymes, voir Nso.
Le lamnso' (ou bansaw, banso, banso’, lamnsok, lamso, nsaw, nsho’, nso, nso’, panso) est une langue bantoïde des Grassfields du groupe Ring parlée dans le Nord-Ouest du Cameroun, dans le département du Bui, à l'est des arrondissements de Kumbo et Jakiri, au nord-est de Bamenda, autour de Kumbo.
En 2005 on comptait 240 000 locuteurs.

## Écriture
Le lamso est écrit avec une orthographe basée sur l’Alphabet général des langues camerounaises (AGLC).
Une orthographe avait initialement été créée auparavant avant d’être modifiée pour suivre les recommandations de l’AGLC.
| a | b | c | d | e | ə | f | g | h | i | j | k | l | m | n | ŋ | o | p | r | s | t | u | v | w | y | z | ʼ |

L’orthographe lamso utilise 23 digrammes ‹ bv, dz, gb, gh, gv, gw, jw, kf, kp, kw, mb, mf, mt, mv, nj, ns, nt, ny, ŋg, ŋk, ŋw, sh, ts › et 7 trigrammes ‹ ghv, mbv, ndz, nsh, ŋgv, ŋgw, shw ›. Les voyelles longues sont indiquées en doublant la lettre de la voyelles ‹ aa, ee, əə, ii, oo, uu ›. Les diphtongues sont notées ‹ ay, ey, əy, oy, uy, iy ›.
Le ton haut est indiqué avec l’accent aigu et le ton bas avec l’accent grave sur la voyelle.